# Misuzu Kaneko
Misuzu Kaneko (金子みすゞ Kaneko Misuzu?, n. 11 aprilie 1903, d. 10 martie 1930) a fost pseudonimul poetei japoneze  Teru Kaneko.

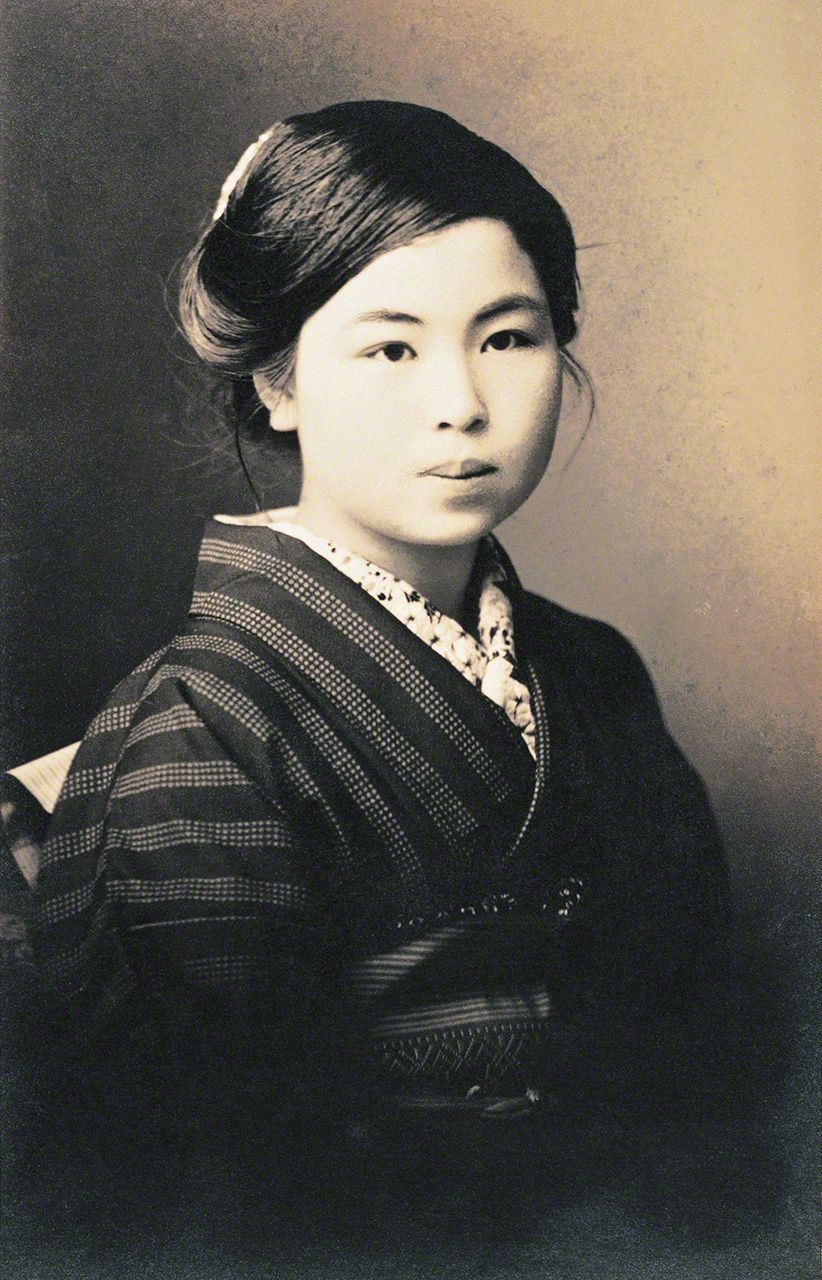
Misuzu Kaneko

Misuzu, născută în orașul Senzaki (astăzi numit Nagato), a rămas orfană de tată la vârsta de 3 ani, familia intrând în dificultăți financiare, motiv pentru care fratele ei, Kensuke, a fost trimis să trăiască cu o mătușă din partea mamei.
La școală Misuzu era cunoscută ca o elevă sârguincioasă, care era simpatizată atât de către profesori cât și de colegi.
La vârsta de 20 de ani, pe când lucra în librăria unui unchi, a văzut că unele reviste de literatură căutau debutanți. A trimis câteva poezii la 4 reviste, și spre surprinderea ei, toate i-au acceptat poeziile. Unul dintre membrii juriului care îi acceptase poeziile fusese poetul Yaso Saijō, care a spus că poeziile ei seamănă oarecum cu cele ale poetei britanice Christina Rosetti. Pentru Misuzu, care îl respecta foarte mult pe Saijō, aceste cuvinte de încurajare au inspirat-o să continue să scrie.
În 1926 s-a căsătorit, împotriva voinței sale, cu un angajat al librăriei unchiului. Soțul, care nu îi împărtășea dragostea pentru poezie, nu a încurajat-o să scrie, ba dimpotrivă, după o perioadă de timp chiar i-a interzis să mai scrie sau să se întâlnească cu persoane din cercurile literare locale. După ce au avut o fetiță (Fusae), soțul, care se zice că era un afemeiat și de la care Misuzu s-a îmbolnăvit de sifilis, nu a întreținut familia, ceea ce a făcut ca Misuzu să înainteze în 1930 actele de divorț (un lucru rar în acele zile). Când l-a rugat pe soț să o lase să crească ea copilul, acesta a acceptat la început, dar după un timp s-a răzgândit, ceea ce a șocat-o. Neputând accepta ideea că va trebui să se despartă de fetiță, după câteva luni Misuzu s-a sinucis otrăvindu-se, în testament rugându-l pe soț să accepte ca fetița să fie crescută de bunica din partea mamei.
Poeziile ei nepublicate în timpul vieții au fost descoperite de către poetul Setsuo Yazaki, care a reușit să dea de fratele lui Misuzu la Tokio. În 1982 o selecție a poeziilor ei au fost publicate, fiind primite cu entuziasm de criticii literari, unele dintre ele putând fi găsite astăzi (2010) în manualele școlare.
Nakamura Akimasa a denumit o planetă pe care a descoperit-o în 1995 100309 Misuzukaneko în cinstea ei.
În 2003, în orașul natal, a fost inaugurat Muzeul Memorial Kaneko Misuzu. 